# I Giochi paralimpici invernali
I I Giochi paralimpici invernali si sono disputati ad Örnsköldsvik (Svezia) dal 21 al 28 febbraio 1976.

## I Giochi

### Paesi partecipanti
A questa prima edizione dei Giochi paralimpici invernali parteciparono oltre 250 atleti in rappresentanza di 16 nazioni.
- Austria
- Belgio
- Canada
- Cecoslovacchia
- Finlandia
- Francia
- Germania Ovest
- Giappone

- Jugoslavia
- Norvegia
- Polonia
- Regno Unito
- Stati Uniti
- Svezia
- Svizzera
- Uganda

### Discipline
Il programma olimpico ha previsto competizioni in 2 discipline:
| Disciplina            | Maschile | Femminile | Misti | Totali |
| --------------------- | -------- | --------- | ----- | ------ |
| Sci alpino            | 15       | 13        |       | 28     |
| Sci di fondo          | 15       | 10        |       | 25     |
| Totale (5 discipline) | 30       | 23        | 0     | 53     |

## Medagliere
| Posizione | Paese          |    |    |    | Totale |
| --------- | -------------- | -- | -- | -- | ------ |
| 1         | Germania Ovest | 10 | 12 | 6  | 28     |
| 2         | Svizzera       | 10 | 1  | 1  | 12     |
| 3         | Finlandia      | 8  | 7  | 7  | 22     |
| 4         | Norvegia       | 7  | 3  | 2  | 12     |
| 5         | Svezia         | 6  | 7  | 7  | 20     |
| 6         | Austria        | 5  | 16 | 14 | 35     |
| 7         | Cecoslovacchia | 3  | 0  | 0  | 3      |
| 8         | Francia        | 2  | 0  | 3  | 5      |
| 9         | Canada         | 2  | 0  | 2  | 4      |
| Totale    | Totale         | 53 | 46 | 42 | 141    |